# Fiat 2300
Fiat 2300 — легковий автомобіль італійського автовиробника Fiat з дизайном від Pininfarina. Випускався з 1961 по 1969 рік. Всього виготовлено близько 39 000 автомобілів.

## Опис
Моделі «2300» мали дуже незвичайні для тих років дискові гальма всіх коліс з сервопідсилювачем і потужний (105 к.с.) 2,3-літровий шестициліндровий двигун (на версії «S» з двома карбюраторами, 136 к.с.). Седан «2300» був першою моделлю «Фіата» з серійною автоматичною трансмісією (з 1966 року, до цього встановлювалося напівавтоматичне зчеплення «Saxomat»). Купе в основній масі мали механічні 4-ст. коробки передач, синхронізовані на всіх передачах переднього ходу.
Крім того, серед технічних особливостей автомобіля можна відзначити торсіонну передню підвіску на чотирьох поперечних А-подібних важелях і ресорно-пружинну задню, в якій ресори грали роль підтримують нерозрізний міст поздовжніх важелів, а пружини сприймали тільки вертикальні зусилля.
Виробництво тривало до 1968 року у відносно невеликих кількостях.
Також на базі 2300 випускалася модель Fiat 2300S Coupé з іншим дизайном від Ghia, виконаному в популярному в ті роки стилі Gran Tourismo — цей автомобіль мав репутацію «Феррарі для бідних» і мав в стандарті електросклопідйомники і іншу люксову «начинку».
В Іспанії автомобіль випускався за ліцензією фірмою SEAT.

## Галерея

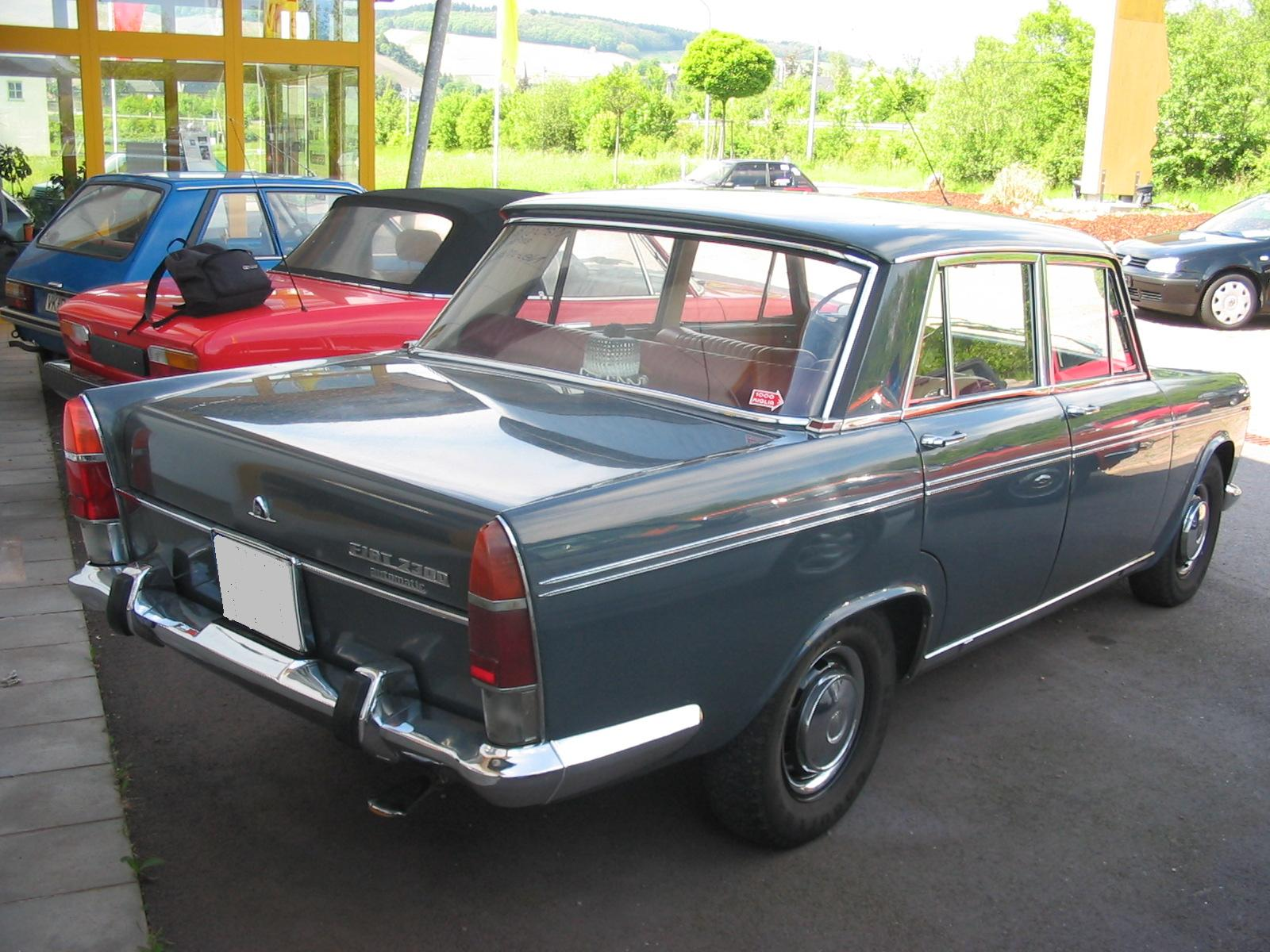
Fiat 2300 Saloon
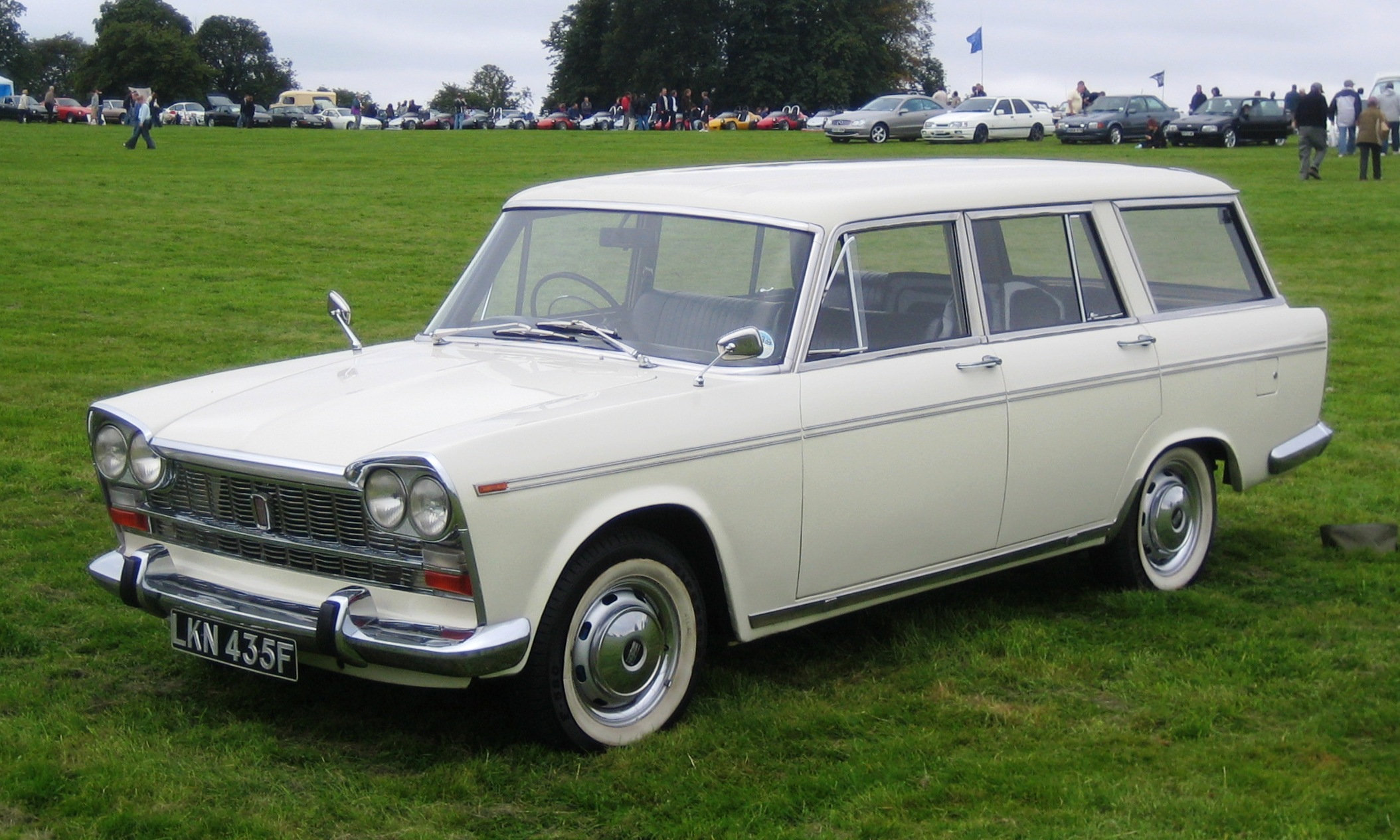
Fiat 2300 Estate у Великій Британії (1967)
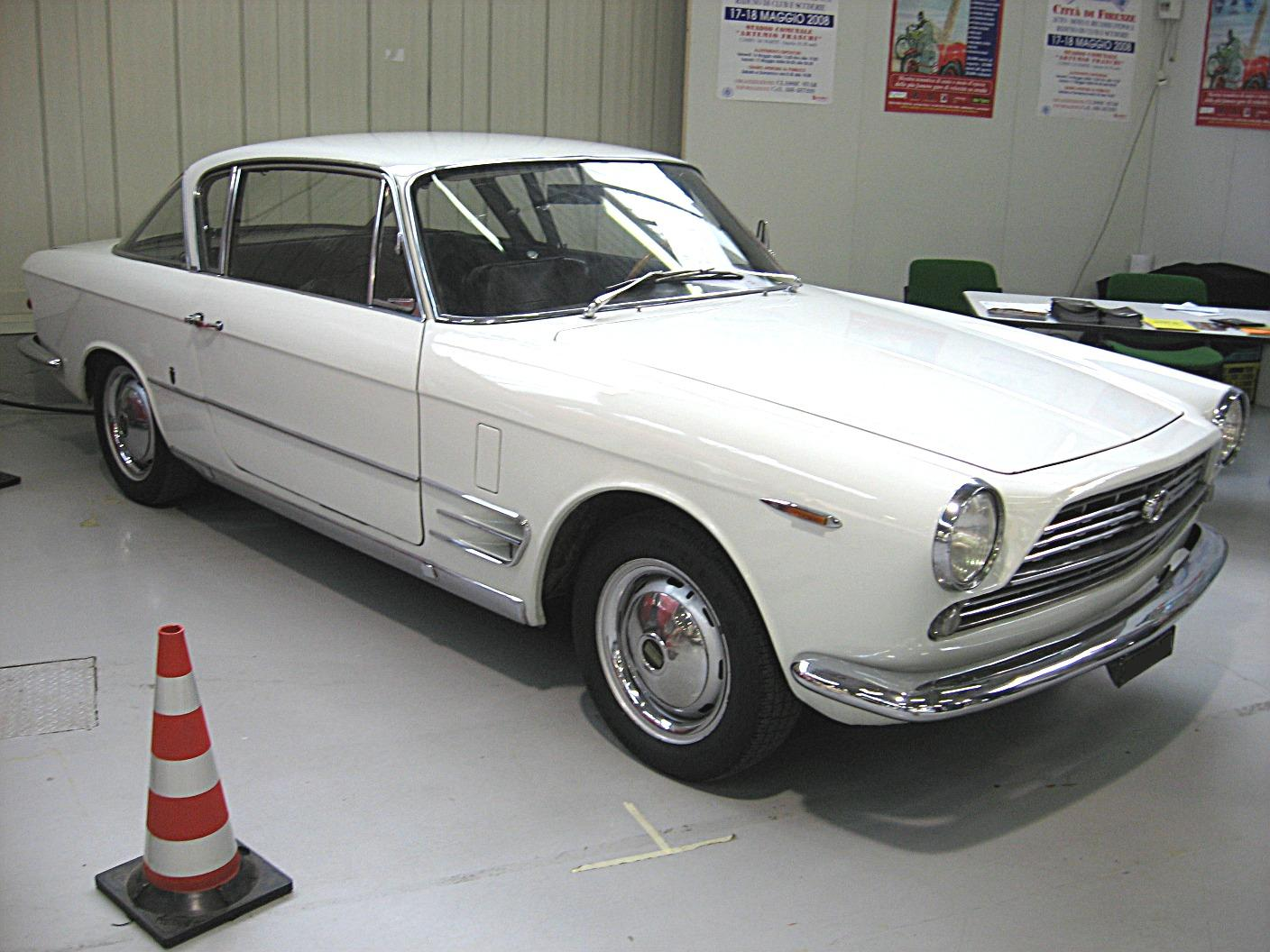
Fiat 2300 S Coupe
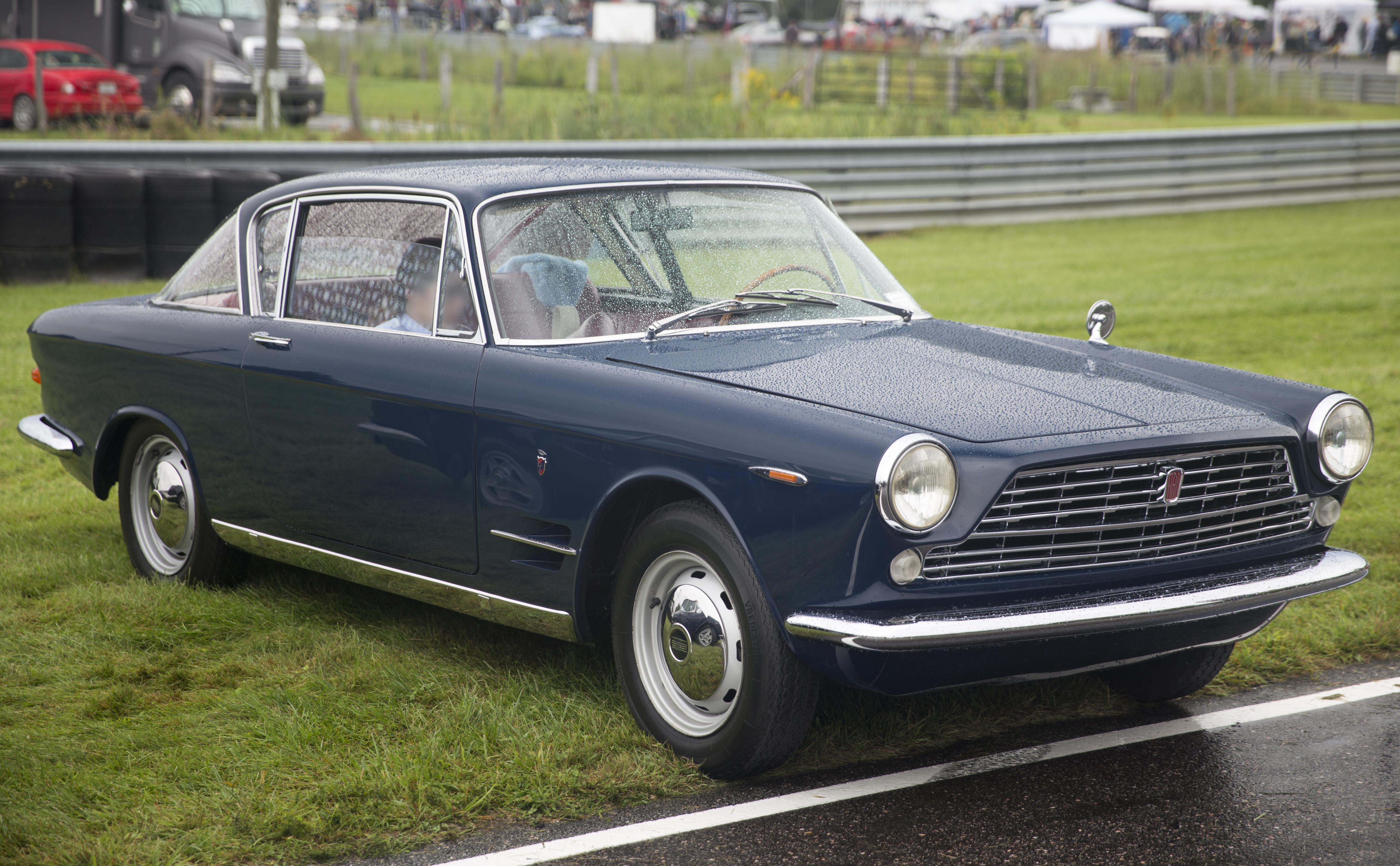
Fiat 2300 S Coupe 3. Series
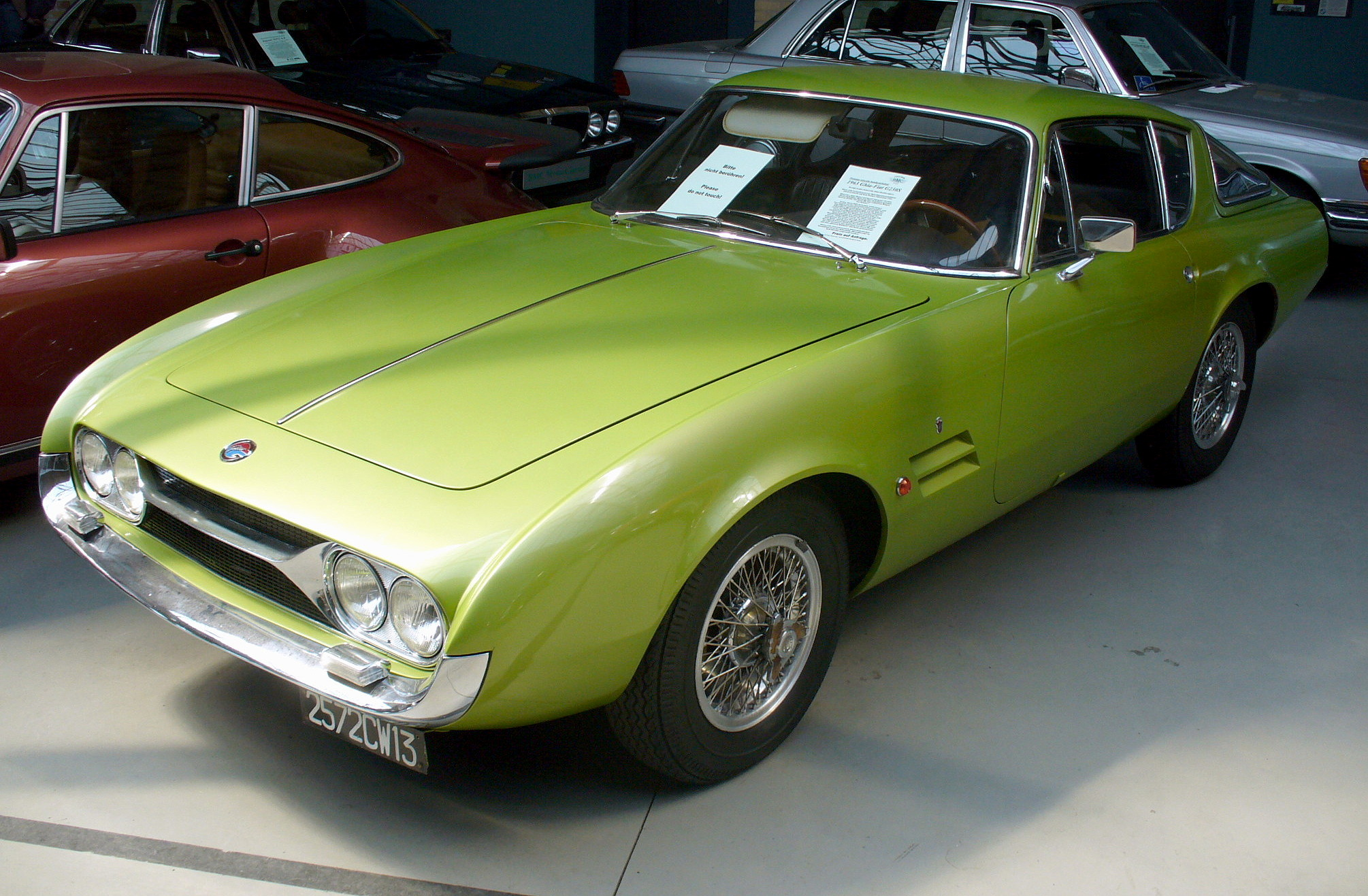
Ghia-Fiat G230S на основі Fiat 2300 S
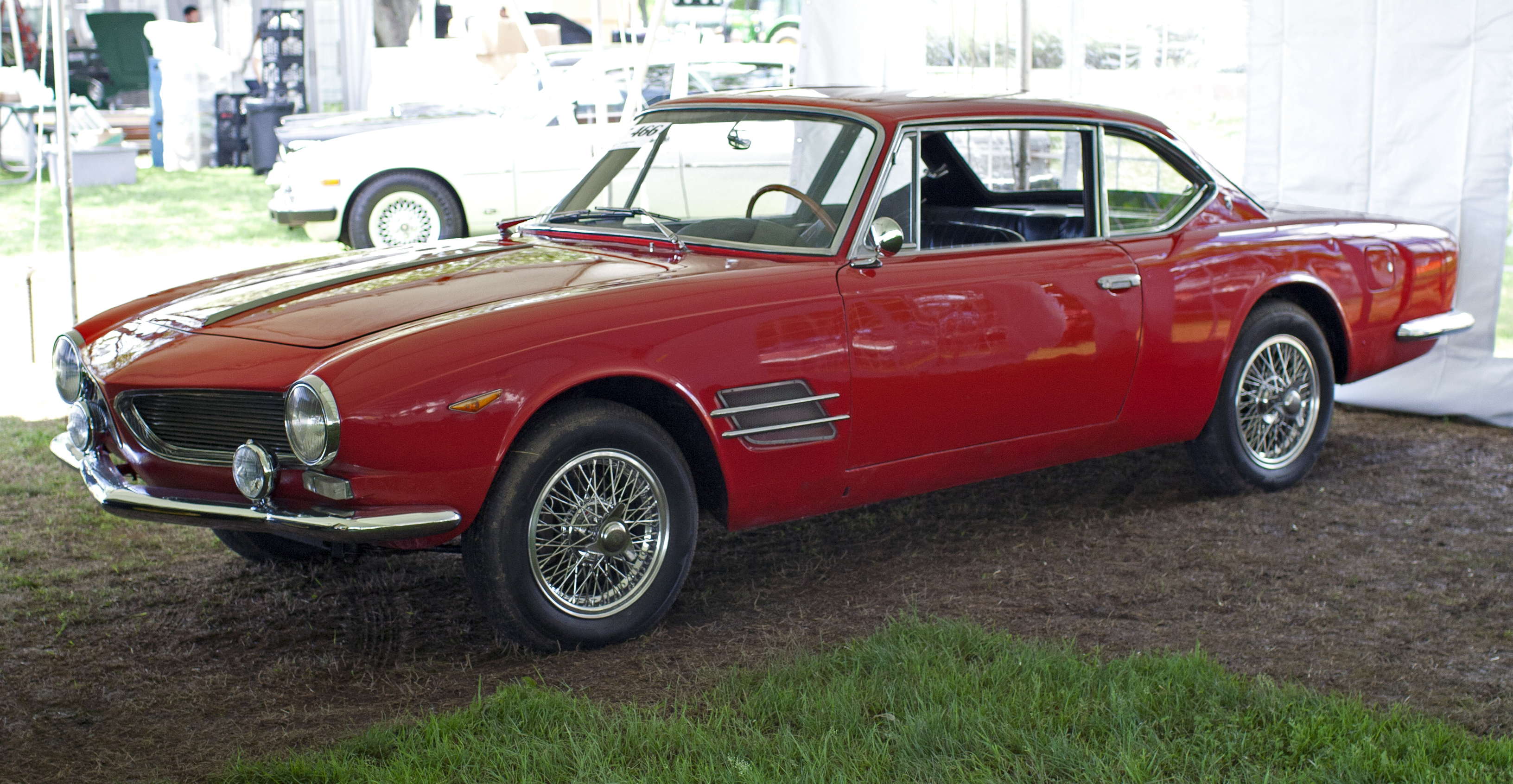
Moretti 2500 SS Coupé